# Benkerjoch
Das Benkerjoch (auch Bänkerjoch geschrieben) ist ein Schweizer Pass im Kanton Aargau, der Küttigen und Oberhof verbindet. Unterhalb des Passes auf der Nordseite befindet sich der zur Gemeinde Oberhof gehörige Weiler Benken.

## Geschichte

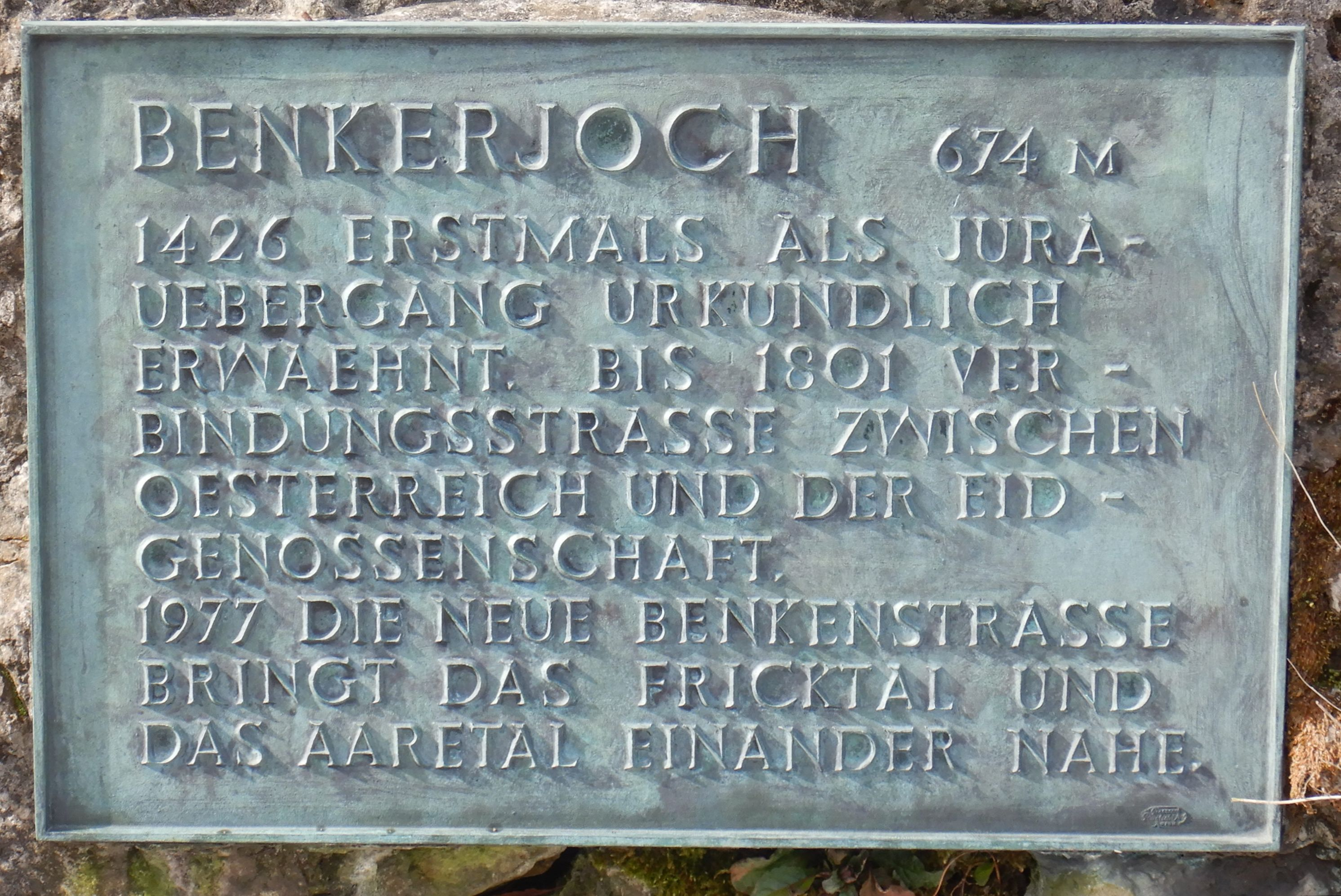
Gedenktafel auf dem Benkerjoch

Der Benkenpass wird 1426 erstmals urkundlich erwähnt. Bis 1801 bildete er die Grenze zwischen Vorderösterreich und der Eidgenossenschaft. 1977 wurde eine neue Benkenstrasse gebaut, die 2013 saniert wurde. Eine Tafel auf einem Stein beim Parkplatz auf der Passhöhe weist darauf hin.
Während des Zweiten Weltkriegs wurde die Strasse über das Benkerjoch befestigt:
- Artilleriebunker 8,4 cm/9 cm Kanone A 4535 Benken-Eich ⊙
- Infanteriekanonen Ik-Schild A 4536 Benken		⊙
- Ik-Schild Benkerchlus

## Verkehr
Es führt eine Forststrasse von der Passhöhe zur Staffelegg. Wanderwege führen auf die Wasserflue.

### Öffentlicher Verkehr
Von Frick fährt ein Postauto nach Aarau über das Benkerjoch, wo es auch hält.
- 136 Bahnhof Aarau – Benkerjoch – Oberhof AG – Wittnau AG – Gipf-Oberfrick – Frick, Bahnhof